# Renanthera citrina
Renanthera citrina es una especie de orquídea originaria de Vietnam.

## Descripción
Es una planta tamaño pequeño, que prefiere el clima cálido, de hábitos epifitas o litofitas ocasionales en acantilados de rocas cubiertas de musgo con un tallo corto leñoso, colgante o ascendente que lleva hojas lanceoladas a estrechamente lanceoladas, rígidas, coriáceas, curvas, con el ápice desigual bilobulado, sésiles, y articuladas. Florece en el invierno en una inflorescencia erecta a inclinada, racemosa doble ramificada, de 45 cm de largo, con 25 pequeñas flores sin olor con brácteas triangulares florales.

## Distribución y hábitat
Se encuentra en Vietnam en los bosques húmedos, cubiertos de musgo, mixto y de coníferas en los jóvenes troncos cubiertos de musgo y árboles nudosos en elevaciones de 650 a 1200 metros. 

## Taxonomía
Renanthera citrina fue descrita por Leonid Averyanov y publicado en Orchids, The Magazine of the American Orchid Society 66(12): 1287. 1997.
Sinonimia
- Renanthera citrina var. sinica (Z.J.Liu & S.C.Chen) R.Rice
- Renanthera sinica Z.J.Liu & S.C.Chen[3][4]